# Tullio Bozza
Tullio Bozza (Nápoles, 3 de febrero de 1891-Nápoles, 13 de febrero de 1922) fue un deportista italiano que compitió en esgrima, especialista en la modalidad de espada. Participó en los Juegos Olímpicos de Amberes 1920, obteniendo una medalla de oro en la prueba por equipos.

## Palmarés internacional
| Juegos Olímpicos | Juegos Olímpicos  | Juegos Olímpicos | Juegos Olímpicos   |
| Año              | Lugar             | Medalla          | Prueba             |
| ---------------- | ----------------- | ---------------- | ------------------ |
| 1920             | Amberes (Bélgica) | Medalla de oro   | Espada por equipos |